# Cololejeunea subcristata
Cololejeunea subcristata là một loài Rêu trong họ Lejeuneaceae. Loài này được A. Evans mô tả khoa học đầu tiên năm 1917.